# Vincent Fallow

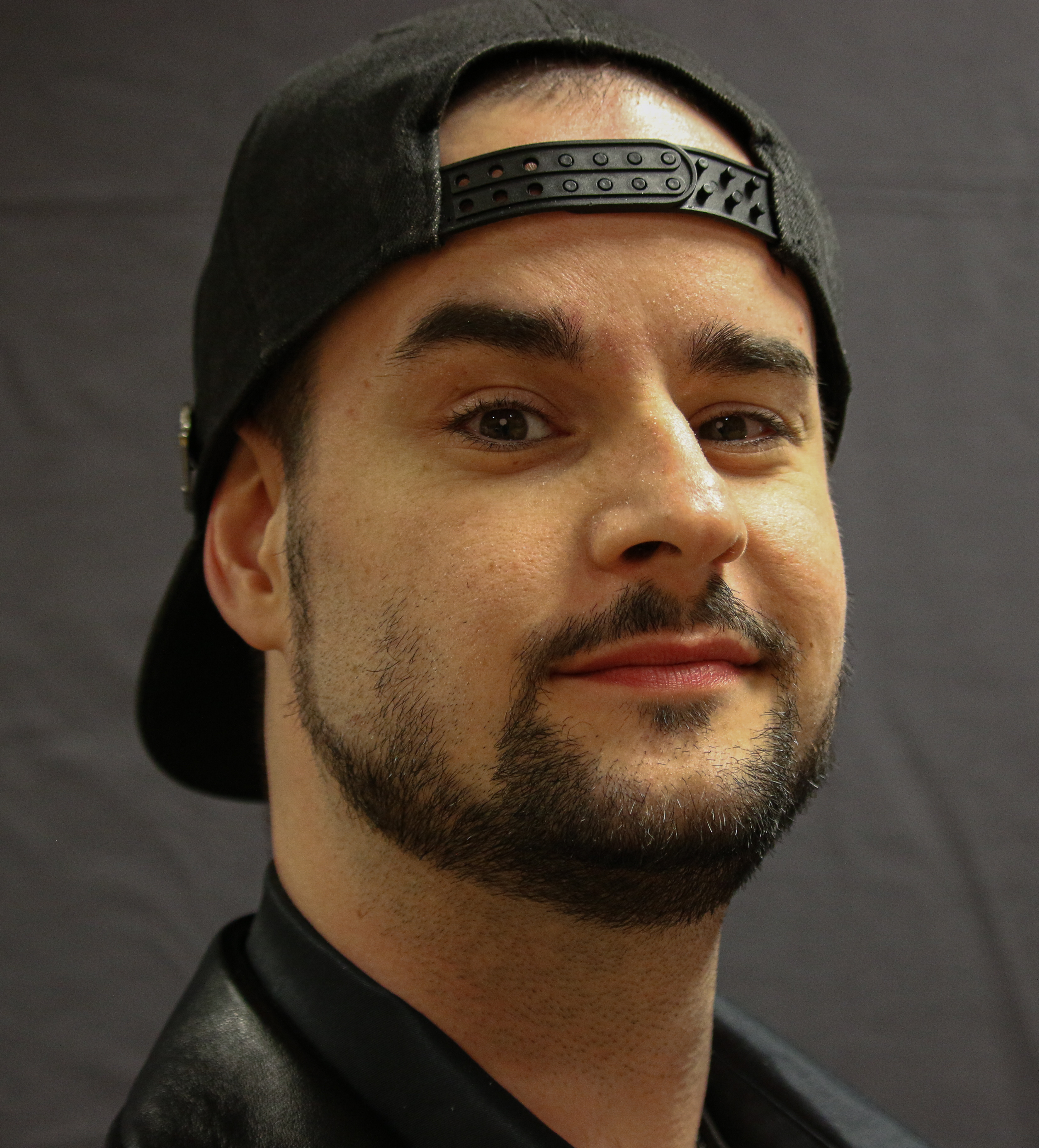
Vincent Fallow (2025)

Vincent Fallow (* 6. September 1989 in Hamburg) ist ein deutscher Synchronsprecher, Hörspiel- und Hörbuchsprecher.

## Synchronisation (Auswahl)
Filme
- 2019: Tatsuhisa Suzuki als Eishirou Sugata in Angeloid: Sora no Otoshimono – Project Pink
- 2019: Blake Webb als Eric in The Black String
- 2020: Luke Mitchell als Eric in Black Water: Abyss
- 2023: Archie Renaux als Miles Maclaren in Die andere Zoey
- 2023: Alex Neustaedter als Red in Low Tide
- 2023: Mustafa Shakir als Sebastian in Assassin – Every Body is a Weapon
- 2023: Victor Oshin als Scott in In voller Blüte
- 2023: Beau Linnell als Mark in The Old Way
- 2023: Justin Davis als Darryl in Quiz Lady
- 2023: Bryan Greenberg als Issac in You People
- 2024: als Gao Hakuba in Haikyu!! Das Play-off der Müllhalde
- 2024: Kenjirou Tsuda als Toshizo Hijikata in Detektiv Conan: Das 1-Million-Dollar-Pentagramm
- 2024: Jesse Plemons als ultranationalistischer Soldat in Civil War

Serien
- 2018: Shoya Chiba als Yuito Aoi in Iroduku: Die Welt in allen Farben
- 2019: Tatsuhisa Suzuki als Eishirou Sugata in Angeloid: Sora no Otoshimono / Forte
- 2020: Shin’ichirō Miki als Pedro in One Piece
- 2020: Daichi Endou als Twice / Jin Bubaigawara in My Hero Academia
- 2020: Toshiyuki Toyonaga als Tasuku Uehara in Gamers!
- 2021: Yoshirô Matsumoto als Taisuke Sawanaga in School Days
- 2021: Seiichirou Yamashita als Chris Yamada in Eromanga Sensei
- 2021: Kazuyuki Okitsu als Jonathan Joestar in JoJo’s Bizarre Adventure
- 2021: Junji Majima als Stunk in Interspecies Reviewers
- 2021: Jaeme Velez als Chris in Walker
- 2021: Simón Hempe als Alan in Verschlungene Wege
- 2022: Ryan Beil als Türkis-Ninja in Ninjago
- 2022: Sean Kaufman als Steven in Der Sommer, als ich schön wurde
- seit 2023: Ryan-James Hatanaka als Tyler Green in Criminal Minds
- 2023: DJ Cia als Bigode in Code des Verbrechens
- 2023: Salih Bademci als Dimitri in Der Schneider
- 2023: Kingsley Ben-Adir als Gravik in Secret Invasion
- 2023: Freddie L. Fleming als Mike in 9-1-1: Lone Star
- 2023: Jonathan Lipow als 'RC-99' in Star Wars: Die Abenteuer der jungen Jedi
- 2024: Nathan Mitchell als Black Noir II in The Boys

Videospiele
- 2021: Dr. Nefarious in Ratchet & Clank: Rift Apart
- 2021: Eric King in The Dark Pictures Anthology: House of Ashes
- 2021: Mateo in Call of Duty: Vanguard
- 2023: Clive Rosfield in Final Fantasy XVI
- 2023: Sub-Zero in Mortal Kombat 1
- 2024: Adam in Stellar Blade
- 2024: Illario Dellamorte in Dragon Age: The Veilguard
- 2024: Harry Stone in Call of Duty: Black Ops 6

## Hörbücher (Auswahl)
- 2020: Schneezauber 2 - Blind Date zum Verlieben von Hannah Siebern, Miss Motte Audio, EAN 4064066718442 (Hörbuch-Download, gemeinsam mit Fanny Bechert)
- 2021: Thomas Tuchel – Die Biografie von Daniel Meuren und Tobias Schächter, Verlag Die Werkstatt, ISBN 978-3-7307-0530-8 (Hörbuch-Download)
- 2022: The Witches of Silent Creek 1: Unendliche Macht von Ayla Dade, Hörbuch Hamburg, ISBN 978-3-8449-3330-7 (gemeinsam mit Uta Dänekamp, Marlene Rauch und Sven Macht)
- 2022: When the Storm Comes von Carina Schnell, Hörbuch Hamburg, ISBN 978-3-8449-3202-7 (Hörbuch-Download, gemeinsam mit Leonie Landa)
- 2023: Let’s be wild von Nicole Böhm und Anabelle Stehl, Harper Audio, ISBN 978-3-365-00339-8 (Hörbuch-Download, gemeinsam mit Henrike Tönnes, Pia-Rona Saxe und Nina-Carissima Schönrock)
- 2023: Fourth Wing - Flammengeküsst von Rebecca Yarros, Hörbuch Hamburg, ISBN 978-3-8449-3331-4 (Hörbuch-Download, gemeinsam mit Dagmar Bittner) (DE: Gold (Hörbüch-Award))[1]
- 2023: Let’s be bold von Nicole Böhm und Anabelle Stehl, Harper Audio, ISBN 978-3-365-00340-4 (Hörbuch-Download, gemeinsam mit Henrike Tönnes, Pia-Rona Saxe und Nina-Carissima Schönrock)
- 2023: Muschelspiel von Margot S. Baumann, LAUSCH Phantastische Hörbücher, EAN 4260158977111 (Hörbuch-Download, gemeinsam mit Johanna Zehender)
- 2024: Insight – Dein Leben gehört mir von Antonia Wesseling, Argon Verlag, ISBN 978-3-7324-7283-3 (gemeinsam mit Tanya Kahana)
- 2024: Words unspoken von Kathinka Engel, OSTERWOLDaudio, ISBN 978-3-8449-3915-6 (gemeinsam mit Chantal Busse, Sandra Voss und Michael Borgard)
- 2025: Rebecca Yarros: Onyx Storm – Flammengeküsst, Hörbuch Hamburg, ISBN 978-3-8449-3763-3 (Fourth Wing 3, Fantasy, mit Dagmar Bittner)

## Hörspiel (Auswahl)
- 2020: Andi Meisfeld 13 – Andi Meisfeld und der Abteistraßenraub von Tom Steinbrecher, Maritim Verlag, 4260507160638
- 2022: Monsterparty von Kim Jens Witzenleiter, Wolfy-Office, ISBN 978-3-949962-10-3
- 2023: MacBeth von William Shakespeare, Wolfy-Office, ISBN 978-3-949962-14-1
- 2023: Berühre mich. Nicht – Das Hörspiel: Teil 1, Laura Kneidl, LYX.audio, ISBN 978-3-96635-397-7
- 2024: Berühre mich. Nicht – Das Hörspiel: Teil 2, Laura Kneidl, LYX.audio, ISBN 978-3-96635-495-0

## Podcasts
- seit 2020: Die Lage der Nerdtion (gemeinsam mit BaconZack und Sephiz)